# Quận Campbell, Tennessee
Quận Campbell là một quận thuộc tiểu bang Tennessee, Hoa Kỳ.
Quận này được đặt tên theo. Theo điều tra dân số của Cục điều tra dân số Hoa Kỳ năm 2010, quận có dân số 40.716 người. Quận lỵ đóng ở Jacksboro..

## Địa lý
Theo Cục điều tra dân số Hoa Kỳ, quận có diện tích 1290 km2, trong đó có 47 km2 là diện tích mặt nước.